# 根浦町
根浦町（ねうらまち）は、愛知県みよし市の町名。現行行政地名は根浦町一丁目から七丁目。郵便番号は470-0207（集配局:三好郵便局）。

## 地理
みよし市北西部に位置し、東は福谷町、西は東郷町大字諸輪、南は福谷町・莇生町、北は黒笹山手に接する。
東名高速道路を境に西側に一丁目から六丁目が、東側に七丁目が所在する。

## 世帯数と人口
2024年（令和6年）9月1日現在の世帯数と人口は以下の通りである。
| 丁目         | 世帯数  | 人口    |
| ------------ | ------- | ------- |
| 根浦町一丁目 | 205世帯 | 570人   |
| 根浦町二丁目 | 346世帯 | 603人   |
| 根浦町三丁目 | 270世帯 | 763人   |
| 根浦町四丁目 | 7世帯   | 7人     |
| 根浦町五丁目 | 0世帯   | 0人     |
| 根浦町六丁目 | 0世帯   | 0人     |
| 根浦町七丁目 | 34世帯  | 39人    |
| 計           | 862世帯 | 1,982人 |

## 学区
市立小・中学校に通う場合、学区は以下の通りとなる。
| 地域 | 小学校               | 中学校             |
| ---- | -------------------- | ------------------ |
| 全域 | みよし市立北部小学校 | みよし市立北中学校 |

## 歴史

### 町名の由来
福谷町の字根浦による。

### 沿革
- 2015年（平成27年）5月16日 - 福谷町の一部より、根浦町一丁目から七丁目が成立[6][7]。

## 施設
- みよし市立北部小学校
- ベイシア三好店
- キンブルみよし店
- DCM三好インター店
- フジクリーン工業三好工場
- トリニティ工業三好工場
- 豊田合成みよし物流センター
- シンテックホズミ本社
- 安川電機中部支店
- 三好根浦公園
- 坂上公園

## 交通
- 愛知県道54号豊田知立線
- 東名高速道路 東名三好IC